# 阿伦斯哈根-达斯科
阿伦斯哈根-达斯科是德国梅克伦堡-前波莫瑞州的一个市镇。总面积58.30平方公里，总人口2042人，其中男性1059人，女性983人（2011年12月31日），人口密度35人/平方公里。